# District de Barú
Pour les articles homonymes, voir Baru.
Le district de Barú est l'une des divisions qui composent la province de Chiriqui, située dans la République du Panama. Elle a été fondée en 1941 et compte actuellement sept cantons dans lesquels vivent 55 775 habitants, selon le recensement de 2010.

## Histoire
Le district de Barú faisait partie du district d'Alanje, cependant, en raison du boom économique qui a suivi l'arrivée de la Chiriqui Land Company sur ces terres, un gouvernement spécial a été créé pour rationaliser les procédures, de sorte qu'en 1938, le district de Barú a été créé sous l'administration de Juan Demóstenes Arosemena.
Son gouvernement était semi-autonome et sa capitale était Puerto Armuelles. Son premier et unique intendant était le colonel Franklin Bernal, son premier secrétaire, le poète Santiago Anguizola Delgado, et l'échevin (avec une fonction similaire à celle d'un maire) était José Pio Jiménez (père). Ce système de gouvernement a duré trois ans et a été remplacé par la création du district en 1941.

## Division politico-administrative
Elle est composée de sept cantons :
- Puerto Armuelles
- Limones
- Progreso
- Baco
- Rodolfo Aguilar Delgado
- El Palmar
- Manaca

## Crédit d'auteurs
- (es) Cet article est partiellement ou en totalité issu de l’article de Wikipédia en espagnol intitulé « Distrito de Barú » (voir la liste des auteurs).